# Shlohmo

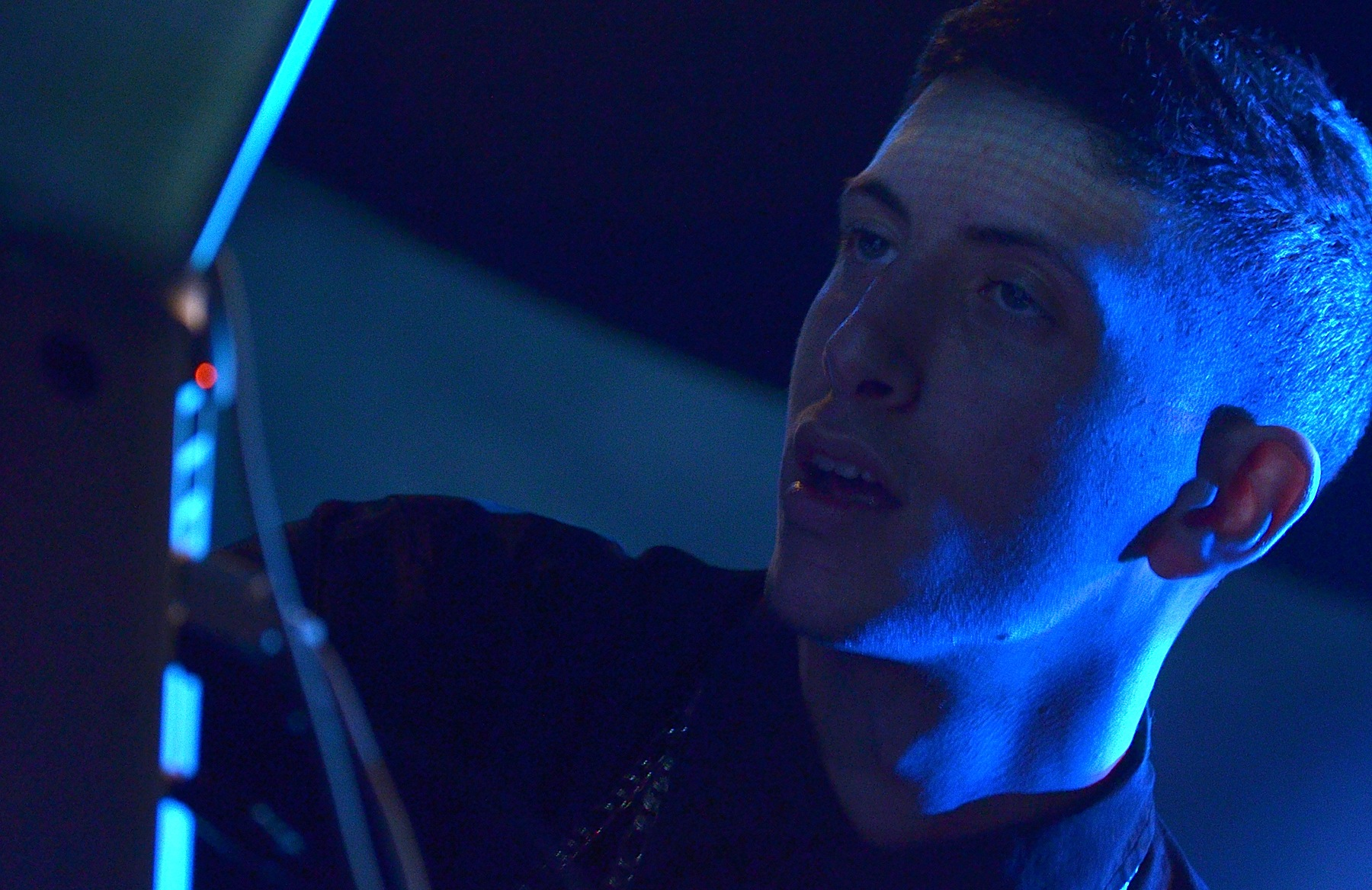
Shlohmo

Shlohmo (* als Henry Laufer) ist ein US-amerikanischer Musikproduzent.

## Leben
Laufer beschäftigt sich seit seinem 14. Lebensjahr mit Musik.
Seit 2008 gehört er zu einem Internetlabel „Wedidit Collective“, das verschiedene Künstler aus Los Angeles featured.
Nach der Veröffentlichung von zwei EPs, folgte 2011 das Album Bad Vibes über das Label Friends of Friends. 2012 erschien eine Single unter dem Titel Vacation EP.
Für Aufsehen sorgte Shlohmo durch den Remix des Songs Shell of Light von Burial.

## Musikstil
Seine Instrumentals werden als melancholische Klangwelten zwischen DJ Shadow, DJ Screw, James Blake und The Weeknd beschrieben.

## Diskografie

### Alben
- 2011: Bad Vibes
- 2015: Dark Red
- 2019: The End

### EPs
- 2009: Shlo-Fi
- 2010: Camping – EP
- 2010: Shlomoshun Redux (Deluxe-Edition als Vinyl)
- 2011: Fine, thanks EP
- 2013: Laid Out EP

### Singles
- 2012: Vacation EP (als Vinyl)